# Micropanchax macrophthalmus
Micropanchax macrophthalmus är en fiskart som först beskrevs av Hermann Meinken 1932.  Micropanchax macrophthalmus ingår i släktet Micropanchax och familjen Poeciliidae. Inga underarter finns listade i Catalogue of Life.